# Reinier Robbemond
Reinier Robbemond (Dordrecht, 31 gennaio 1972) è un allenatore di calcio ed ex calciatore olandese, di ruolo centrocampista.

## Palmarès

### Giocatore

#### Competizioni nazionali
- Eerste Divisie: 2

Dordrecht: 1993-1994
De Graafschap: 2006-2007